# Sant’Arcangelo (Umbrien)
Sant’Arcangelo (auch Sant’Arcangelo del Lago) ist ein Ortsteil (Fraktion) von Magione in der Provinz Perugia, Region Umbrien in Italien.

## Geografie
Der Ort liegt 9 km südwestlich des Hauptortes Magione und 20 km westlich der Provinz- und Regionalhauptstadt Perugia am südöstlichen Teil des Lago Trasimeno. Der Ort liegt bei 286 m s.l.m. und hatte 2001 890 Einwohner. Im Nordosten grenzt der Ort an San Savino (ca. 4 km), im Südwesten liegt der Ort dem Gemeindegebiet von Panicale und im Südosten dem von Perugia an.

## Geschichte
Namensgebend für den Ort ist die im frühen 12. Jahrhundert erwähnte Abtei des heiligen Erzengel Michael zwischen dem See und den nördlichen Ausläufern des Berges Monte Marzolana. Unterhalb der Abtei entstanden Siedlungen, die 1282 ca. 90 bis 100 Bewohner hatten. Bis ins 15. Jahrhundert war nur die Abtei und die Località Ancaelle (auch La Frusta, im 11. Jahrhundert erwähnt) bekannt. Nach der Entstehung des von Braccio da Montone initiierten Kanals zur Entwässung des Trasimenischen Sees im frühen 15. Jahrhundert entstanden die neuen Siedlungen (Vocabolo, in der Mehrzahl Vocaboli genannt) Baldami, Bartocciami, Cenaioli, Ciaffolino, Gorami und Mafucci, die heute den Ort Sant’Arcangelo bilden.

## Sehenswürdigkeiten
- Badia di Sant’Arcangelo, ehemalige Abtei oberhalb des Ortes, heute in Privatbesitz.
- San Michele Arcangelo, Kirche im Ortskern (Via della Sapienza), 1965 fertiggestellt. Die Grundsteinlegung am 14. Juli 1963 fand mit Raffaele Baratta statt, dem damaligen Erzbischof von Perugia.[5]
- San Giovanni Battista, Kirche im Ortskern (Via Baldami) aus dem 18. Jahrhundert.[6]
- Santa Maria (auch Chiesa di Montevalle), Kirche am See kurz westlich von Sant’Arcangelo in der Località Montevalle. Entstand 1631 und wurde 1856 komplett restauriert und neu geweiht. Eine weitere Restaurierung fand von 1990 bis 1995 statt. Einer der Steine zeigt das Datum 1634, ein Kymation die Inschrift R.A.D. 1830.[7]
- Santa Maria di Ancaelle[1] (auch Santa Maria d’Ancaelle[8][9] oder Santa Maria de Ancaelle[8]), Pieve in der Località La Frusta[1] ca. 2 km östlich des Ortes, die im 11. Jahrhundert erwähnt wurde.[9] Enthält Fresken aus dem späten 13. Jahrhundert.[1]

Die Kirchen von Sant’Arcangelo
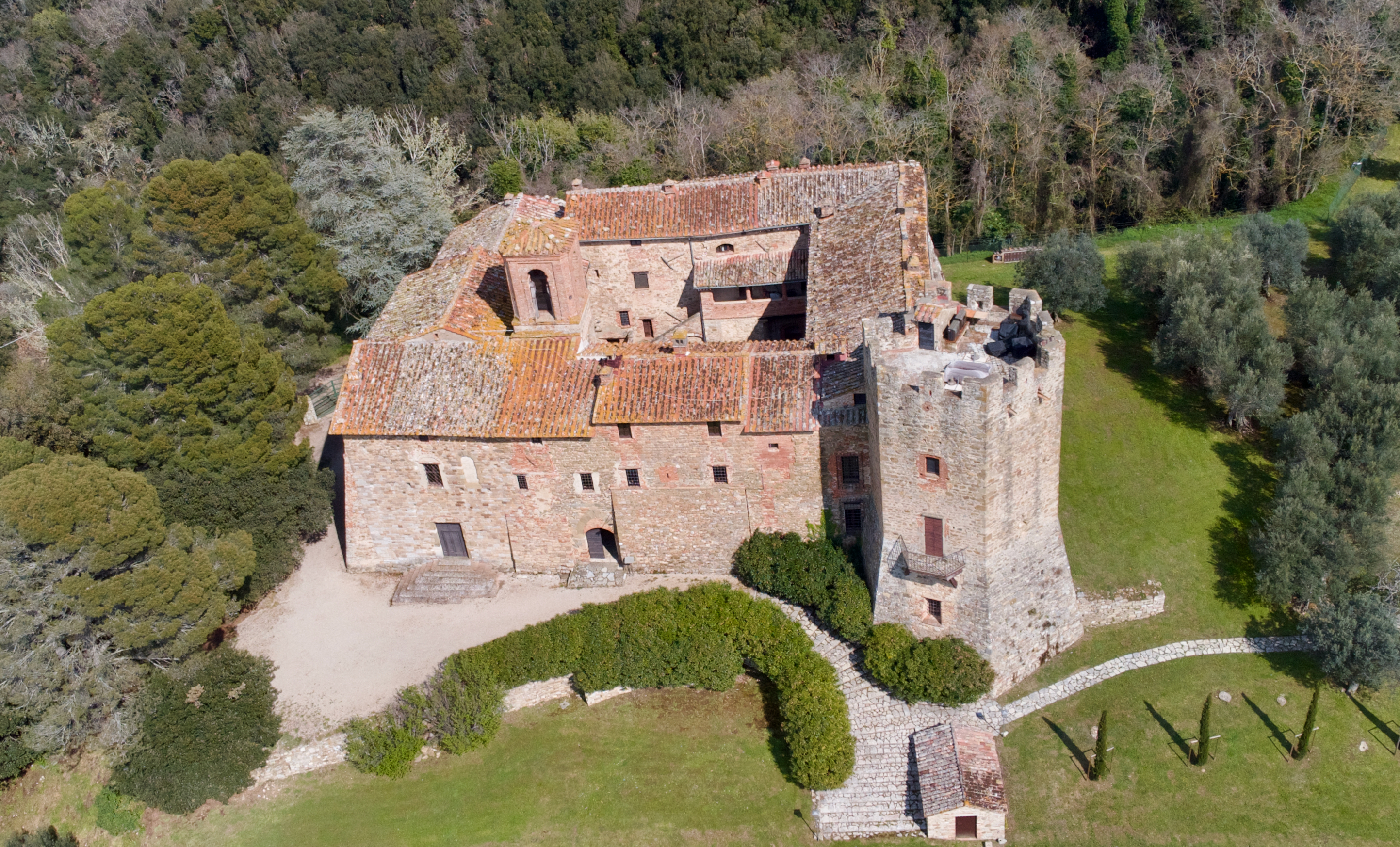
Badia di Sant’Arcangelo
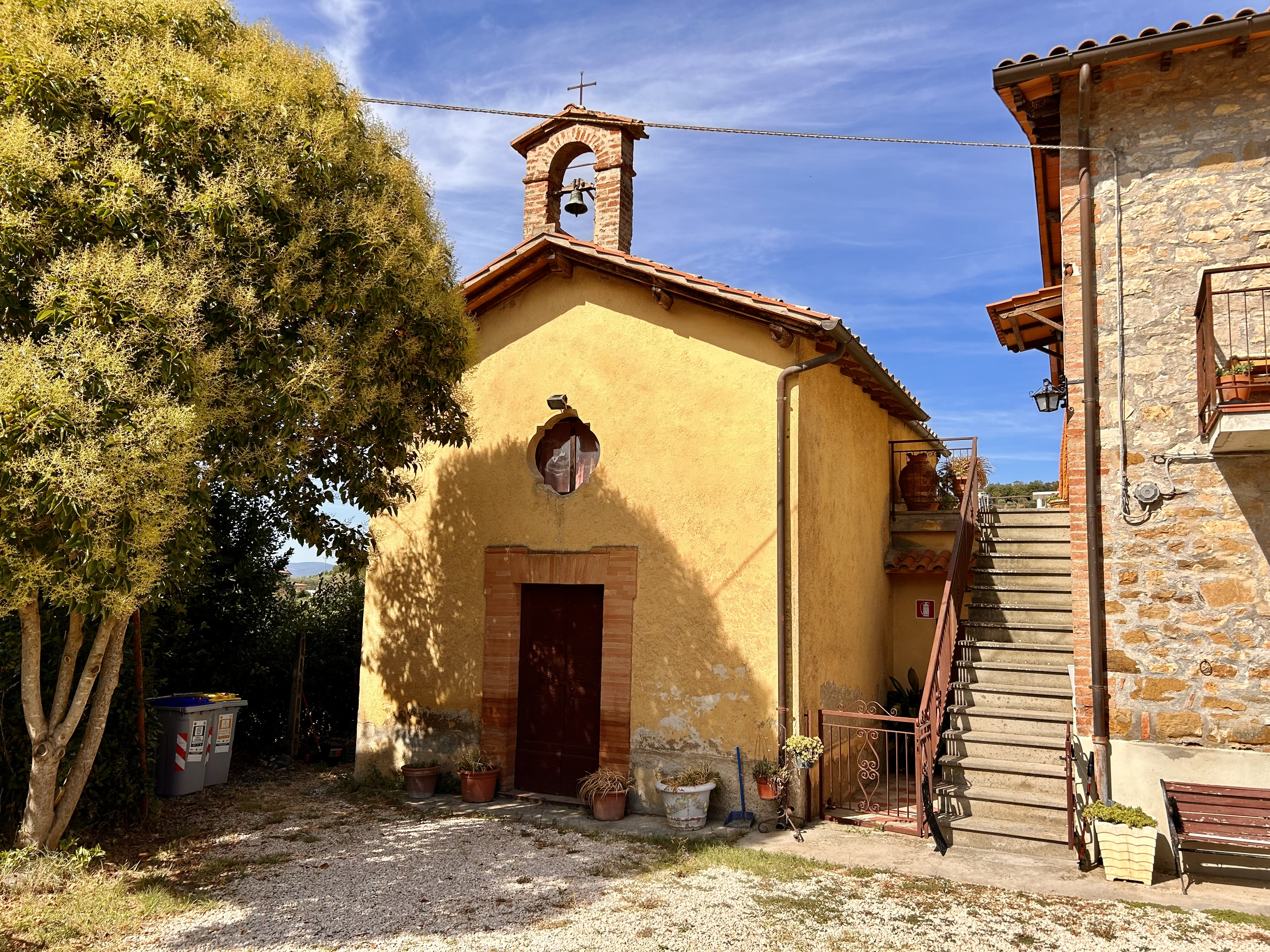
San Giovanni Battista (Baldami)
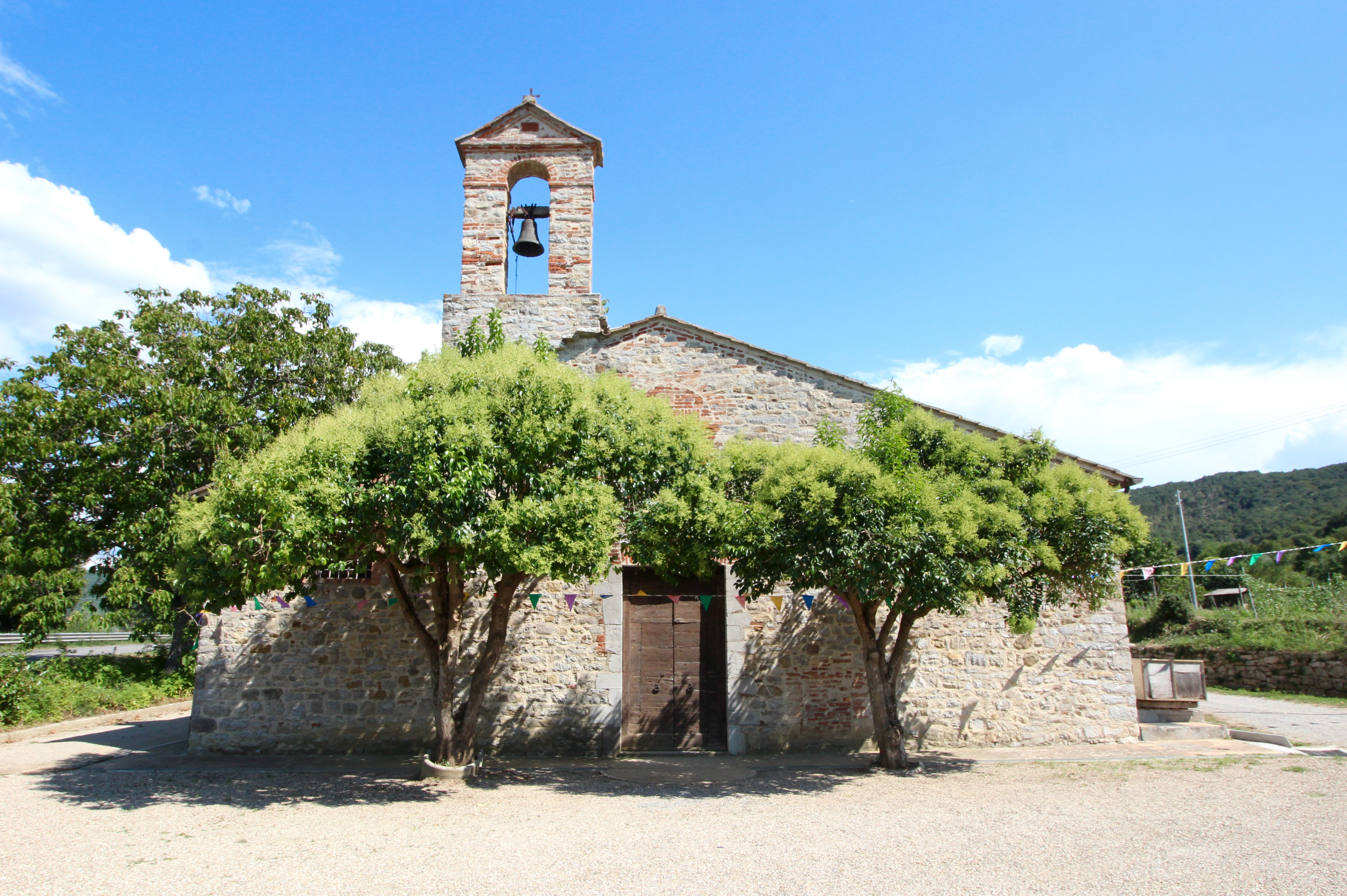
Santa Maria di Ancaelle
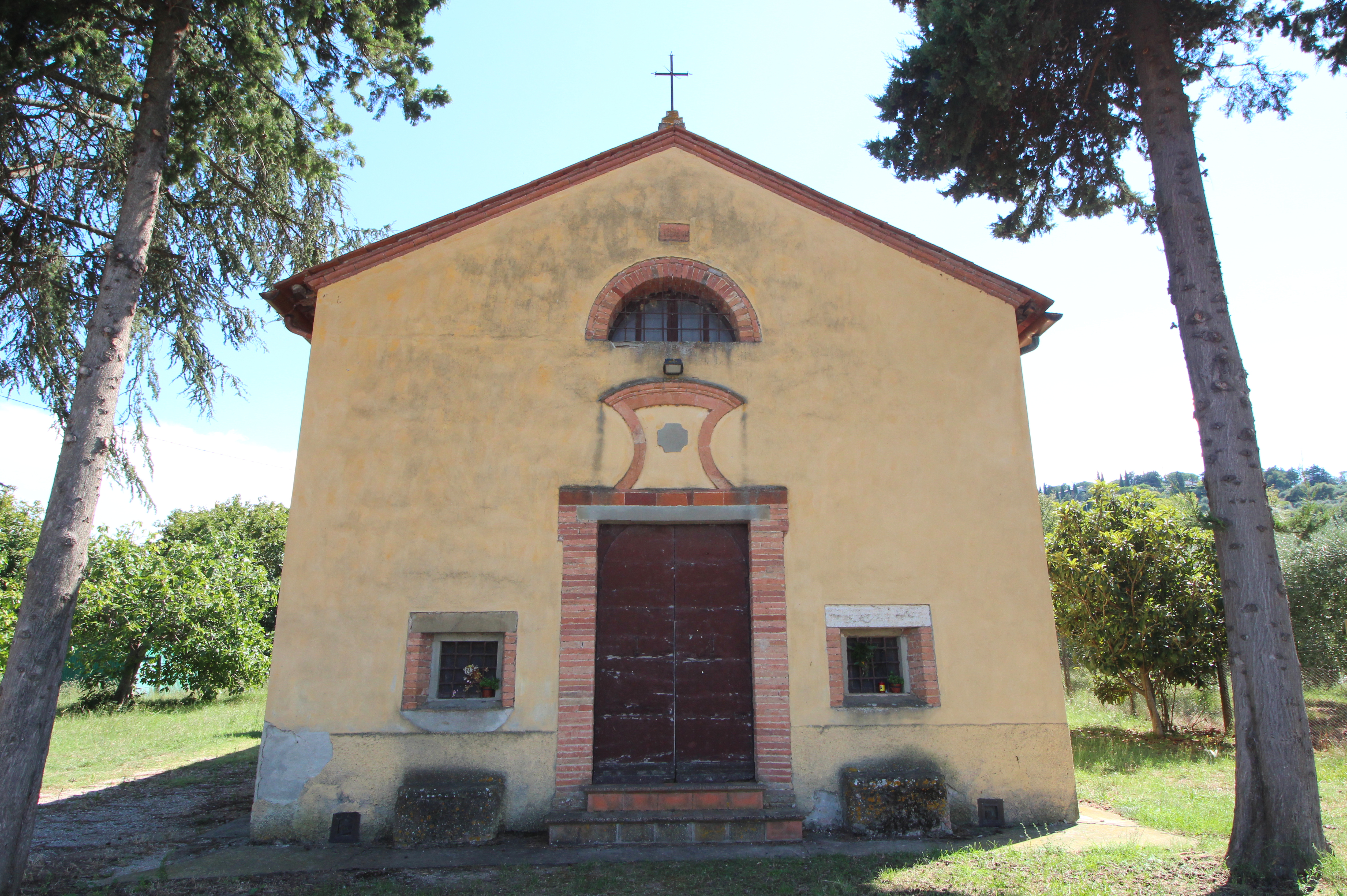
Santa Maria a Montevalle
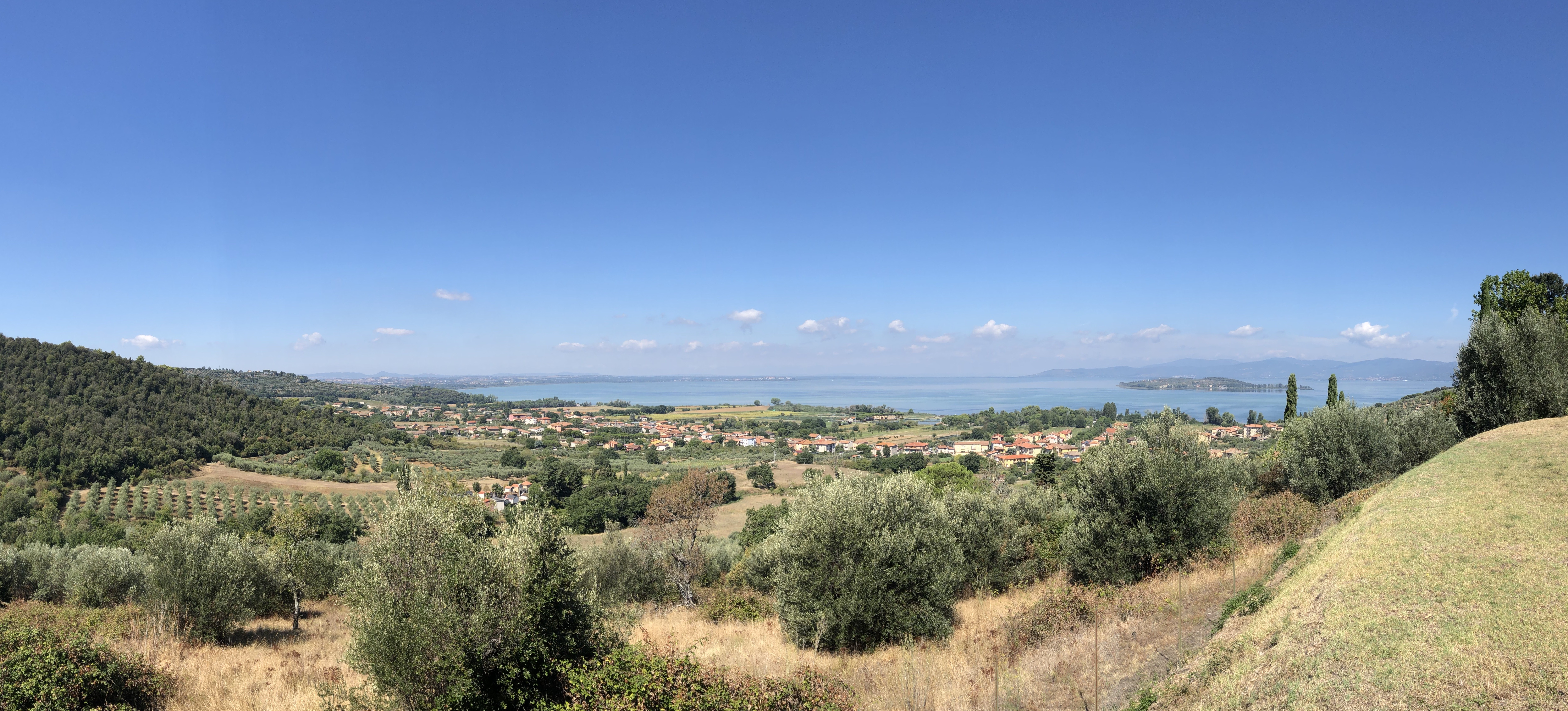
Panorama

## Verkehr

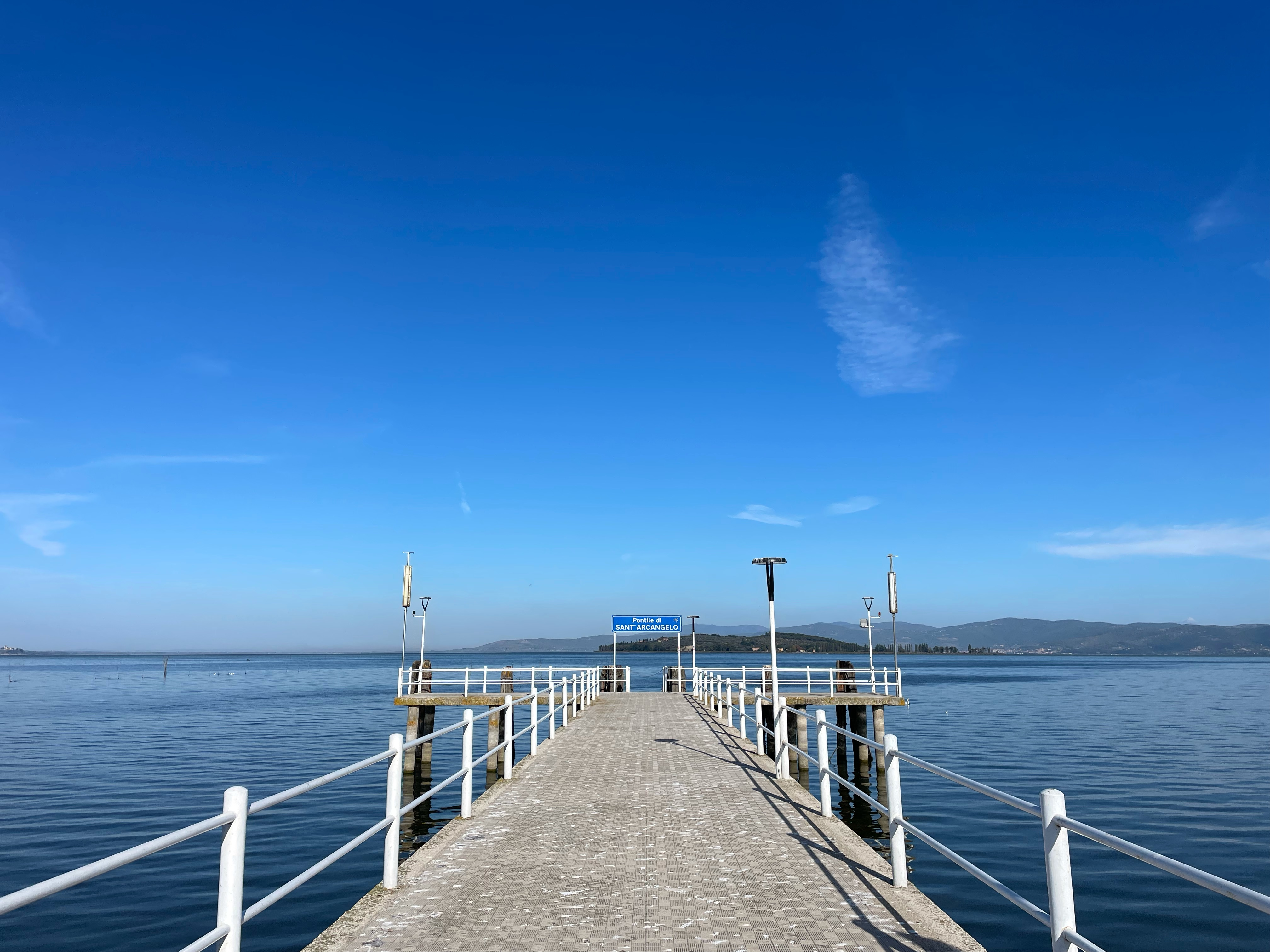
Schiffsteg

- Die nächstgelegene Anschlussstelle an den Fernverkehr liegt im Hauptort Magione, ca. 9 km nordöstlich. Hier besteht ein Anschluss an den Raccordo autostradale 6.
- Die nächstgelegene Anschlussstelle an eine Autobahn ist Chiusi/Chianciano Terme an der Autostrada A1, ca. 20 km südwestlich von Sant’Arcangelo.
- Der nächstgelegene Bahnhof liegt in Magione. Er liegt an der Bahnstrecke Terontola-Foligno. In Chiusi/Chianciano Terme gibt es einen Anschluss an die Schnellfahrstrecke Florenz–Rom.